# Spirinia tenuicauda
Spirinia tenuicauda is een rondwormensoort uit de familie van de Desmodoridae. De wetenschappelijke naam van de soort is voor het eerst geldig gepubliceerd in 1959 door Allgén.